# Rho3 Arietis
Désignations
Rho3 Arietis ou ρ3 Arietis est une étoile de la constellation du Bélier. Elle est faiblement visible à l'œil nu avec une magnitude apparente de 5,63. Sur la base d'un décalage annuel de la parallaxe de 28,29 mas, elle est située à une distance d'environ 115 années-lumière de la Terre.
Rho3 Arietis est une étoile binaire astrométrique. Le composant visible est une étoile jaune-blanc de la séquence principale avec un type spectral F6V. Elle a environ 2,4 milliards d'années et présente une grande abondance d'éléments autres que l'hydrogène et l'hélium par rapport au Soleil.